# 吹上藩
西條藩（日语：／／ Saijō-han/Nishijō-han */?）是日本伊勢國河曲郡西條的藩，享保11年正月11日（1726年2月12日）創藩，其後轉移至河曲郡南林崎而改稱南林崎藩（日语：／ Minamihayazaki-han */?），天明元年11月28日（1782年1月11日）轉移至上總國市原郡五井而改稱五井藩（日语：／ Goi-han */?），天保13年4月17日（1842年5月26日）轉移至下野國都賀郡吹上而改稱吹上藩（日语：／ Fukiage-han */?），明治4年7月14日（1871年8月29日）廢藩。
石高是10,000石，藩廳先後是西條陣屋、南林崎陣屋、五井陣屋和吹上城，藩校是創建於明治2年（1869年）10月的學聚館，菩提寺是祥雲寺。人口根據《藩制一覽》記載是1,473戶6,826人。武家屋敷方面，江戶藩邸上屋敷曾經設於幸橋內和外櫻田，中屋敷曾經設於鐵砲洲築地（木挽町築地）和麻布廣尾，下屋敷則曾經設於深川和四谷內藤宿。

## 歷史
德川吉宗就任為江戶幕府將軍後，原紀伊德川家家臣有馬氏倫在正德6年5月25日（1716年7月14日）就任為御側御用取次，並且獲賜伊勢國三重郡內1,300石。享保2年正月11日（1717年2月21日），氏倫獲加增下野國芳賀郡內6村1,000石，石高增至2,300石。享保11年正月11日（1726年2月12日），他再獲加增伊勢國三重郡、河曲郡、多氣郡、下野國河內郡和上總國市原郡內7,700石，陣屋設於河曲郡西條。根據享保12年閏正月21日（1727年3月13日）的《德川吉宗領知目錄寫》記載，西條藩的領地是多氣郡5村約2,128石、河曲郡7村約2,557石、三重郡5村約1,881石、市原郡8村約3,466石、河內郡4村約1,208石和芳賀郡6村約1,214石。
享保21年2月3日（1736年3月14日），紀州藩家臣渡邊恭綱三子作為氏倫養子而繼位，即有馬氏久。延享2年（1745年）11月，河曲郡西條村變為伊勢神戶藩本多忠統的領地，西條藩則作為領地獲得河曲郡北長太村和三重郡末永村，陣屋也轉移至河曲郡南林崎村，也有元文2年（1737年）、元文年間（1736年至1741年）和天明元年（1781年）等說法，由棚瀨氏擔任代官。寶曆9年6月2日（1759年6月26日），信濃飯田藩藩主堀親藏四子作為氏久養子而繼位，即有馬氏恒。寶曆11年10月21日（1761年11月17日），根據《德川家治領知朱印狀寫》記載，河曲郡的石高變為約2,304石，三重郡則增至6村約2,133石。翌年4月19日（1762年5月12日），氏久三子有馬氏房作為氏恒養子而繼位。
安永2年5月14日（1773年7月3日），信濃飯田藩藩主堀親長次子作為氏房的末期養子而繼位，即有馬氏恕。天明元年11月28日，他轉封至上總國市原郡五井。翌年2月15日，氏恕首次獲准前往領地，並且從原本的定府變為參勤交代。天明3年11月18日（1782年1月11日），越後長岡藩藩主牧野忠寬次子作為氏恕的末期養子而繼位，即有馬氏保。寬政2年9月23日（1790年10月30日），伊勢八田藩藩主加納久周次子作為氏保的末期養子而繼位，即有馬久保。文化11年9月20日（1814年11月1日），久保之子有馬氏貞繼位。
天保4年3月20日（1833年5月9日），氏貞嫡子有馬氏郁繼位。天保11年5月6日（1840年6月5日），上總國市原郡的領地約4,410石轉移至伊勢國和下野國內。天保13年4月17日（1842年5月26日），氏郁轉移至下野國都賀郡吹上，領地根據安政2年3月5日（1855年4月21日）的《德川家定領知目錄寫》記載是下野國都賀郡5村約3,518石、河內郡4村約1,208石、芳賀郡6村約1,214石、伊勢國多氣郡5村約2,128石、河曲郡7村約2,970石和三重郡6村約2,579石，與《栃木縣史附錄吹上藩縣材料》相比，後者是河內郡5村約1,268石，芳賀郡是4村約1,216石，多氣郡則是5村約2,152石。
文久2年11月28日（1863年1月17日），有馬則篤次子有馬氏弘作為氏郁養子而繼位。元治元年（1864年），吹上藩在天狗黨之亂時派人前往下野足利藩與田中願藏進行調停。戊辰戰爭爆發後，吹上藩作為官軍參戰，在因幡鳥取藩麾下參與宇都宮城之戰。明治2年3月17日（1869年4月28日），吹上藩家老辻本宗之進、西村武衛和平澤源太被指欺騙年紀尚幼的氏弘，企圖中飽私囊在梁田之戰和宇都宮城之戰得來的補助金而被九名藩士斬殺於江戶藩邸。明治3年6月2日（1870年6月30日），吹上藩憑其在戊辰戰爭的功績獲賜賞典祿金2,000兩。明治4年7月14日（1871年8月29日），廢藩置縣。

## 歷任藩主
| 家名   | 家格      | 名稱     | 石高     | 領地 |
| ------ | --------- | -------- | -------- | --- |
| 有馬家 | 譜代 陣屋 | 有馬氏倫 | 10,000石 | 伊勢國三重郡、河曲郡和多氣郡 下野國芳賀郡和河內郡 上總國市原郡                                                            |
| 有馬家 | 譜代 陣屋 | 有馬氏久 | 10,000石 | 伊勢國三重郡、河曲郡和多氣郡 下野國芳賀郡和河內郡 上總國市原郡                                                            |
| 有馬家 | 譜代 陣屋 | 有馬氏恒 | 10,000石 | 伊勢國三重郡、河曲郡和多氣郡 下野國芳賀郡和河內郡 上總國市原郡                                                            |
| 有馬家 | 譜代 陣屋 | 有馬氏房 | 10,000石 | 伊勢國三重郡、河曲郡和多氣郡 下野國芳賀郡和河內郡 上總國市原郡                                                            |
| 有馬家 | 譜代 陣屋 | 有馬氏恕 | 10,000石 | 伊勢國三重郡、河曲郡和多氣郡 下野國芳賀郡和河內郡 上總國市原郡                                                            |
| 有馬家 | 譜代 陣屋 | 有馬氏保 | 10,000石 | 伊勢國三重郡、河曲郡和多氣郡 下野國芳賀郡和河內郡 上總國市原郡                                                            |
| 有馬家 | 譜代 陣屋 | 有馬久保 | 10,000石 | 伊勢國三重郡、河曲郡和多氣郡 下野國芳賀郡和河內郡 上總國市原郡                                                            |
| 有馬家 | 譜代 陣屋 | 有馬氏貞 | 10,000石 | 伊勢國三重郡、河曲郡和多氣郡 下野國芳賀郡和河內郡 上總國市原郡                                                            |
| 有馬家 | 譜代 陣屋 | 有馬氏郁 | 10,000石 | 伊勢國三重郡、河曲郡和多氣郡 下野國芳賀郡和河內郡 上總國市原郡↓ 下野國都賀郡、芳賀郡和河內郡 伊勢國三重郡、河曲郡和多氣郡 |
| 有馬家 | 譜代 陣屋 | 有馬氏弘 | 10,000石 | 下野國都賀郡、芳賀郡和河內郡 伊勢國三重郡、河曲郡和多氣郡                                                                 |

## 領地
| 令制國 | 郡     | 領地                                                                 |
| ------ | ------ | -------------------------------------------------------------------- |
| 伊勢國 | 多氣郡 | 根倉村、八木戶村、濱田村、行部村、佐田村                             |
| 伊勢國 | 河曲郡 | 須賀村、西林崎村、一色村、南林崎村、北堀江村、岸岡村、西條村         |
| 伊勢國 | 三重郡 | 知積村、川北村、平尾村、上海老原村、野田村                           |
| 上總國 | 市原郡 | 五井村、出津村、五所村、寺谷村、草苅村、西廣村、上高根村、村上村之內 |
| 下野國 | 河內郡 | 豬倉村、沓掛村、中里村、欠之下村                                     |
| 下野國 | 芳賀郡 | 上大曾村、青田村、打越新田村、程嶋村、古山村、芳志戶村之內           |

| 令制國 | 郡     | 領地                                                                                               |
| ------ | ------ | -------------------------------------------------------------------------------------------------- |
| 下野國 | 都賀郡 | 吹上村、下加園村、野尻村、梅澤村、上加園村之內                                                     |
| 下野國 | 河內郡 | 豬倉村、沓掛村、中里村、欠之下村                                                                   |
| 下野國 | 芳賀郡 | 上大曾村、青田村、打越新田村、程嶋村、古山村、芳志戶村之內                                         |
| 伊勢國 | 多氣郡 | 根倉村、八木戶村、濱田村、行部村、佐田村                                                           |
| 伊勢國 | 河曲郡 | 須賀村、西林崎村、一色村、南林崎村、北堀江村、岸岡村、北長太村之內、北長太村古新田、北長太村新田畑 |
| 伊勢國 | 三重郡 | 知積村、川北村、平尾村、上海老原村、野田村、末永村                                                 |

| 令制國 | 郡     | 領地                                                   |
| ------ | ------ | ------------------------------------------------------ |
| 下野國 | 都賀郡 | 梅澤村、吹上村、野尻村、上加薗村、下加薗村             |
| 下野國 | 河內郡 | 上欠下村、下欠下村、中里村、豬倉村、沓掛村             |
| 下野國 | 芳賀郡 | 青田村、古山村、上大曾村、程島村、打越新田村、芳志戶村 |
| 伊勢國 | 三重郡 | 末永村、野田村、平尾村、川北村、上海老原村、智積村     |
| 伊勢國 | 河曲郡 | 須賀村、一色村、西林崎村、南林崎村、北堀江村、北長太村 |
| 伊勢國 | 多氣郡 | 佐田村、行部村、根倉村、八木戶村、濱田村               |

## 註解
1. ↑  現行對應地名如下：
  - 西條現為三重縣鈴鹿市西條町、三日市（日语：飯野村 (三重県)）2丁目、西條、神戶（日语：神戸町 (三重県)）5丁目和6丁目一帶[1]。
  - 南林崎現為鈴鹿市南林崎町和林崎（日语：箕田村 (三重県)）一帶[1]。
  - 五井現為千葉縣市原市五井（日语：五井 (市原市)）、出津西（日语：出津西）、松島西（日语：松ケ島西）、玉前西（日语：玉前西）、岩崎西（日语：岩崎西）、五井金杉（日语：五井金杉）、五井東（日语：五井東）、君塚（日语：君塚 (市原市)）、五井中央東（日语：五井中央東）和五井西（日语：五井西）一帶[2]。
  - 吹上現為栃木縣栃木市吹上町（日语：吹上町 (栃木市)）[3]。
2. ↑  現行對應地名如下：
  - 幸橋內上屋敷現為東京都千代田區日比谷公園1[8]。
  - 外櫻田上屋敷現為千代田區日比谷公園的日比谷公會堂[9]。
  - 鐵砲洲築地中屋敷現為東京都中央區築地2-3[9]。
  - 麻布廣尾現為東京都港區南麻布4丁目和5丁目[10]。
  - 四谷內藤宿下屋敷現為東京都新宿區新宿3-4-11的伊勢丹新宿店[9]。
3. ↑  現行對應地名如下[1]：
  - 北長太村現為鈴鹿市北長太町（日语：一ノ宮村 (三重県)）、長太旭町、長太新町和長太榮町。
  - 末永村現為三重縣四日市市末永（日语：海蔵村）、本鄉町、末永町、陶榮町、瀧川町、京町、濱一色町、川原町、野田和清水町。
4. ↑  《藩史大事典》稱是約4,410石[4]、《三百藩藩主人名事典》[14][15]、《角川日本地名大辭典》[3][2]和《國史大辭典》則尚有提及約4,441石的說法[16][17]。